# Vasfarkas (mitológiai alak)
A Vasfarkas (litvánul: Geležinis vilkas) mitológiai alak Vilniusnak, a Litván Nagyfejedelemség és a modern Litvánia fővárosának alapítástörténetéből. Először a Litván krónikákban bukkan fel a 15. század elején, és nem véletlenül emlékeztet a capitoliumi farkasra: valószínűleg azt a legendát volt hivatva alátámasztani, hogy a litvánok a rómaiaktól származnak. A történet a romantikus nacionalizmus korában nagy népszerűségnek örvendett, ma pedig a Vasfarkas Vilnius egyik jelképe, sportcsapatok, katonai alakulatok, cserkészszervezetek viselik a nevét.

## A legenda
Gediminas nagyfejedelem Šventaragis völgyének szent erdejében, a Vilnia folyó közelében bölényre vadászott. A sikeres vadászatban elfáradva a környéken akarta tölteni az éjszakát. Mély álomba merült, s egy óriás vasfarkast látott a hegytetőn, amely úgy üvöltött, mintha száz farkas harsogna a bendőjéből. Amikor felébredt, arra kérte Lizdeika („Fészkes”) nevű krivisét, vagyis pogány papját, táltosát, fejtse meg neki az álmot. A pap így felelt: „Nagyságos fejedelem, a nagy vasfarkas azt jelenti, hogy fővárosod fog e helyt állani, s az üvöltés benne azt, hogy dicsőségének híre megy az egész világon.” Gediminas teljesítette az istenek akaratát, felépítette a várost, és a Vilnia folyó után a Vilnius nevet adta neki.

## Fordítás
Ez a szócikk részben vagy egészben  az   Iron Wolf (character) című angol Wikipédia-szócikk ezen változatának fordításán alapul.  Az eredeti cikk szerkesztőit annak laptörténete sorolja fel. Ez a jelzés csupán a megfogalmazás eredetét és a szerzői jogokat jelzi, nem szolgál a cikkben szereplő információk forrásmegjelöléseként.